# Witold Woyda
Witold Woyda, né le 10 mai 1939 à Poznań et décédé le 5 mai 2008, est un escrimeur polonais pratiquant le fleuret.

## Biographie
Il a participé aux Jeux olympiques d'été de 1960 à Rome, s'est placé 4e aux épreuves de fleuret individuel et 5e en équipe.
En 1961, aux Championnats du Monde disputés à Turin, il a décroché en équipe la médaille de bronze du fleuret.
En 1962, il est devenu vice-champion du Monde au fleuret individuel et par équipe à Buenos Aires.
Il a remporté quatre médailles olympiques dont le titre suprême au fleuret individuel lors des Jeux olympiques d'été de 1972 à Munich.
Witold Woyda émigre en Italie où il entraine l'équipe olympique d'escrime et devient journaliste sportif.
Puis il émigre de nouveau, en 1978, aux États-Unis et s'installe dans la ville de Bronxville dans l'État de New York. Il devient président d'une entreprise italienne d'emballage.
Witold Woyda est mort à l’âge de 68 ans des suites du cancer du poumon.

## Palmarès

### Jeux olympiques
- -  Médaille d'or au fleuret individuel aux Jeux olympiques de 1972 à Munich
  -  Médaille d'or au fleuret par équipe aux Jeux olympiques de 1972 à Munich
  -  Médaille d'argent au fleuret par équipe aux Jeux olympiques de 1964 à Tokyo
  -  Médaille de bronze au fleuret par équipe aux Jeux olympiques de 1968 à Mexico

### Championnats du monde d'escrime
- 2e au fleuret individuel 1962 à Buenos Aires
- 2e au fleuret par équipe 1963 à Gdańsk
- 2e au fleuret par équipe 1965 à Paris
- 2e au fleuret par équipe 1969 à La Havane
- 2e au fleuret par équipe 1971 à Vienne
- 3e au fleuret par équipe en 1961 à Turin
- 3e au fleuret par équipe en 1962 à Buenos Aires
- 3e au fleuret par équipe en 1966 à Moscou
- 3e au fleuret par équipe en 1967 à Montréal
- 3e au fleuret par équipe en 1973 à Göteborg

### Championnats de Pologne
Il est élu sportif de l'année en 1972 par les lecteurs du journal Przegląd Sportowy.
Il fut Champion de Pologne au fleuret, en 1964, 1965 et 1972.

### Victoires diverses
- Vainqueur de la Coupe Giovannini en 1964 et 1970